# Ciechanowiec
Ciechanowiec este un oraș în Polonia.